# Suzanne Doucet
Suzanne Doucet (Tübingen, 27 augustus 1944) is een Duitse schlagerzangeres, componiste en producente.

## Jeugd en opleiding
Suzanne Doucet ging naar school in Meersburg aan het Bodenmeer, Frankfurt am Main, Heidelberg en Hamburg. Ze bezocht een college in München en de Sorbonne in Parijs. Haar moeder en grootmoeder heetten beide Heleen von Münchhofen en waren beiden actrice. Haar vader Friedrich-Wilhelm Doucet was auteur en scholier van Carl Gustav Jung. Hij schreef talrijke boeken over de betekenis van dromen, mensenkennis en parapsychologie. Doucet beheert de erfenis van de auteur en latere levensgezel van haar moeder, Fred von Hoerschelmann.
Doucet werkte als technisch tekenaar en schilderes in Ascona (Zwitserland), voordat ze in 1964 haar eerste successen boekte als zangeres, later ook als actrice en tv-presentatrice. Ze presenteerde onder andere het programma 4-3-2-1 Hot & Sweet (1968 tot 1970 met Ilja Richter, ZDF) en Hits à Gogo (1967 tot 1973, ARD en Zwitserse televisie) en speelde mee in meerdere tv-series. Met James Krüss en Hans Clarin draaide ze 26 afleveringen van James Tierleben, een van de populairste kinderprogramma's van de jaren 1960.
In 1969 produceerde ze haar eigen lp Rot wie Rubin met Rio Gregory en nam bij Liberty Records het album Suzanne Doucet International op met liedjes en songs in zeven verschillende talen. Ze schreef ook liedjesteksten voor Udo Jürgens (Mein erster Weg), Katja Ebstein en Anja Hauptmann en werkte in de jaren 1970 ook als producente voor het Prom Label van Abi Ofarim in München. Daar ontstonden zowel haar eigen album In Essig und Öl als ook songs voor Mike Brant, Vivi Bach en Margot Werner.
In 1980 stichtte ze haar eigen platenlabel Isis Musik, publiceerde ze het album Reisefieber en verhuisde in 1983 naar de Verenigde Staten, waar ze in Californië een nieuw thuis vond. Naast verdere instrumentale albums bij de nieuwe Amerikaanse labels Beyond en ONAM produceerde ze ook enige cd-reeksen met pure natuurklanken. In 1987 opende ze in Los Angeles de eerste New Age-muziekwinkel.

## Discografie

### Singles
- 1963: Schenk mir einen Tag mit viel Amore / Warte nicht bis morgen
- 1964: Das geht doch keinen etwas an / Sei mein Baby (Be My Baby)
- 1964: Okay, ich geh' / Was fällt dir ein
- 1965: So Long, So Long / Oho Aha
- 1965: Das steht in keinem Schulbuch / Geh' nicht am Glück vorbei
- 1966: Glück und Liebe / Aber was weiß ich von dir
- 1966: Du mußt dich entscheiden / Nur aus Schaden wird man klug
- 1966: Nur mit dir / Sag mir
- 1967: Wenn New York brennt / Es ist vorbei (I Don't Care)
- 1968: Swan Song / Cry My Heart
- 1968: Liebe kann man nicht verbieten / 1910
- 1969: Nein sagt sich so leicht (Easy To Be Hard) / Kleine Kinder
- 1970: I'm A Melody Maker / A Very Simple Song  (gepubliceerd onder "Zweistein", pseudonym van de Doucet-zusjes)
- 1974: Wo sind all die schönen Jahre / Das Herz der Welt (Pom Pom)
- 1975: Fragen / Was macht der Wind, wenn er nicht weht
- 1979: Faß mich nicht an (Baby I'm Burnin') / Harmony
- 1979: Roller Skate Is Up to Date / Disco Roller Race
- 1981: Herbstromanze / Tanz der Blätter
- 1981: Fliegende Untertassen / Wie wird es werden wenn wir alt sind

### Albums
- 1966: Rot wie Rubin  (herpublicatie 1983)
- 1967: James Tierleben
- 1968: Suzanne Doucet  (herpublicatie als Die großen Erfolge 1983)
- 1968: Suzanne Doucet International
- 1970: Trip, Flip Out, Meditation  (psychedelisch album met 3 lp's van de zussen Suzanne en Diane Doucet als Zweistein)
- 1975: In Essig und Öl
- 1980: Reisefieber
- 2010: Wo sind all die schönen Jahre  (cd met opnamen van 1966–1981)

### New Age-albums
- 1982: Transformation   (met Christian Buehner)
- 1983: Transmission   (met Christian Buehner)
- 1983: Reflecting Light
- 1984: Brilliance  (met Tajalli)
- 2001: Sounds of Nature (met Chuck Plaisance) 20-cd-reeks met pure natuurklanken, 1997 geproduceerd
- 2001: Tranquility (met Chuck Plaisance) 20-cd-reeks metnatuurklanken en muziek, 1998 geproduceerd
- 2001: Sounds of Nature-Sampler en Tranquility Series-Sampler
- 2002: Resonance  (met Gary Miraz)
- 2005: The Om Sound
- 2005: Tantra Zone  (met Tajalli)
- 2006: Shasta - Sacred Mountain
- 2007: As It Is Now (Best Of-Sampler)

- Gemeinsame Normdatei: 13436158X
- International Standard Name Identifier: 0000 0004 4883 7440
- MusicBrainz: c7e30072-856f-4786-be41-0bd3125bd29e
- Virtual International Authority File: 79591688
- WorldCat: E39PBJrgHJp4jBrrqxrV8TF9Xd